# Felső-Katanga tartomány
A Felső Katanga tartomány (Haut-Katanga) a Kongói Demokratikus Köztársaság 2005-ös alkotmánya által létrehozott közigazgatási egység. Az alkotmány 2009. február 18-án, 36 hónappal az alkotmányt elfogadó népszavazás után lép hatályba. Az új alkotmány a jelenlegi Katanga tartományt négy részre osztja, melyeknek egyike lesz Felső-Katanga tartomány,  Katanga jelenlegi körzete. A tartomány az ország legdélebben fekvő tartománya. Fővárosa Lubumbashi. A tartomány nemzeti nyelve a szuahéli.

## Története
1963 és 1966 között a terület Katanga Oriental néven volt ismert. 1966-ban összeolvadt az akkori Lualaba tartománnyal, a két tartományt együtt Dél-Katangaként ismerték. 1971-1997 között Katanga tartomány neve Shaba tartomány volt.

### Elnökei
- 1963. augusztus 13. - 1965. július 20.,  Édouard Bulundwe
- 1965. július 20. - 1966. április 24.,  Godefroid Munongo

## Körzeti felosztása
Az új tartomány szerinti körzetek:
- Sakania
- Pweto
- Mitwaba
- Lubumbashi
- Lake
- Kipushi
- Kasenga
- Kambove-Likasi

## Nagyobb városai
- Lubumbashi
- Kolwezi
- Likasi

## Külső hivatkozások
- Felső-Katanga tartomány körzeti felosztása
- A Kongói Demokratikus Köztársaság tartományai és azok vezetői